# Neo (personaggio)
Neo, precedentemente noto come Thomas A. Anderson, è il protagonista della serie di Matrix. È interpretato da Keanu Reeves. "Neo" è l'anagramma sia della parola "one" (in inglese, "prescelto") che di "eon" (in inglese, "eone").

## Biografia del personaggio
Thomas A. Anderson è impiegato alla MetaCortex, un'azienda di software, ed è noto per essere un uomo altruista e rispettoso della legge. In realtà Anderson ha una seconda vita: usando le sue abilità di programmatore fuori lavoro, ha venduto software illegali a hacker e ad altri criminali. Durante queste attività segrete è conosciuto con il nome di Neo.
Thomas A. Anderson viene chiamato sempre con il nomignolo da hacker dal punto in cui viene liberato dal mondo fasullo di Matrix da Morpheus, tranne che dallo spietato Agente Smith, il quale lo chiama e lo chiamerà ogni volta "Signor Anderson". In seguito alla sua morte virtuale, e al suo risveglio nel vero mondo, viene a conoscenza di essere l'Eletto, colui che salverà il genere umano dalla schiavitù delle macchine.
È legato sentimentalmente a Trinity, anche lei dell'equipaggio della Nabucodonosor, l'hovercraft di Morpheus. Il suo acerrimo nemico è l'Agente Smith, programma antivirus simile ad un agente dell'FBI, insieme a tutti coloro che ostacolano la liberazione della specie umana.
Grazie ai poteri raggiunti nel suo status di "Eletto", riesce a liberare moltissime persone e a raggiungere il mainframe di Matrix: qui incontra il creatore del mainframe stesso, l'Architetto, e qui è costretto ad una dura scelta, al contempo evitando la distruzione di Matrix perché porterebbe alla morte delle miliardi di persone collegate. Ritornato al mondo reale, Neo scopre che i suoi poteri sovrumani si estendono anche al di fuori di Matrix.
Neo muore, immolandosi a Smith ormai sfuggito ad ogni controllo, ottenendo una pace con le macchine e salvando la vita degli umani di Zion, nel contempo ottenendo la liberazione da Matrix per le persone che lo desiderano.
In Matrix: Resurrections, ambientato 60 anni dopo gli eventi, si scopre che Neo è stato riportato in vita e ri-sottomesso alle macchine allo scopo di aggiornare Matrix e migliorarla contro le esigenze della psiche umana.

## Caratterizzazione

### Poteri e abilità
All'interno di Matrix Neo è in possesso di forza, agilità a velocità sovrumane, abbastanza da permettergli di eliminare facilmente più Agenti contemporaneamente.
Neo ha sempre avuto capacità particolari che lo distinguevano dagli altri soldati di Morpheus. Anche prima di diventare l'Eletto ha mostrato questa particolarità: era quasi capace di schivare pallottole, riusciva a tenere testa ad un Agente come Smith e fu il primo allievo capace di battere il capitano Morpheus durante l'addestramento.
Durante la conclusione del primo Matrix e per tutti i sequel, Neo acquisisce poteri come volare, vedere il codice di Matrix direttamente dal mondo virtuale, capacità fisiche ancora maggiori che gli permettono di superare qualunque avversario, compresi gli Agenti di seconda generazione, e manipolare parzialmente la realtà virtuale (potere usato per salvare dalla morte Trinity). Neo possiede inoltre capacità telecinetiche quasi illimitate con cui è in grado di fermare pallottole a mezz'aria e far levitare gli oggetti. Ha anche dimostrato di essere quasi invulnerabile: è riuscito a bloccare il fendente di una spada con una mano, ricevendo soltanto un taglietto di lieve entità.
Alla fine di Matrix Reloaded dimostra di poter usare alcune capacità dell'eletto anche al di fuori di Matrix. L'Oracolo conferma ciò in Matrix Revolutions: Neo può fermare o far esplodere le Sentinelle (anche in gran numero), e anche quando a causa di Bane (in realtà l'Agente Smith che ha "sovrascritto" la sua mente in uno dei ribelli di Zion) rimane cieco, scopre di poter vedere gli impulsi energetici e il calore, come se stesse "leggendo" il codice dell'universo come se fosse il codice di Matrix. Neo fu, con l'aiuto di Trinity, il primo essere umano a uscire vivo da uno scontro con un Agente.
Neo è esperto in diversi tipi di arti marziali (Wushu, Shaolinquan, Kenpō, Jujitsu, Karate, Escrima e Taekwondo) impiantate nel suo cervello grazie ad un macchinario della nave Nabucodonosor, ed è incredibilmente abile anche con le armi bianche e da fuoco.

## Concezione e sviluppo
Gli allora fratelli Wachowski hanno dichiarato di aver pensato subito a Brandon Lee come possibile interprete di Neo, ruolo poi andato a Keanu Reeves a causa della morte di Brandon e delle rinunce di altri attori. Infatti il ruolo di Neo era stato in seguito offerto a Johnny Depp e Will Smith, che rifiutò perché a suo dire non capiva il senso del film; tuttavia ha anche dichiarato di non essersi pentito di aver rifiutato la parte in quanto Keanu Reeves ha recitato perfettamente il ruolo di Neo. Per "motivi di famiglia", anche Nicolas Cage fu costretto a rinunciare al ruolo. La rivista Empire ha posizionato Neo al 68º posto nella lista dei 100 più grandi personaggi del cinema.

## Accoglienza

### Influenza culturale
- La figura di Neo viene parodiata nell'episodio La matrice, nella prima stagione della sit-com di Camera Café, in cui Silvano Rogi viene fatto credere dai suoi colleghi Luca e Paolo l'eletto.
- Nel film La banda dei Babbi Natale di Aldo, Giovanni e Giacomo è presente, in uno dei sogni di Giacomo Poretti, una parodia di Neo, interpretato da Aldo Baglio.